# 瓏山1號

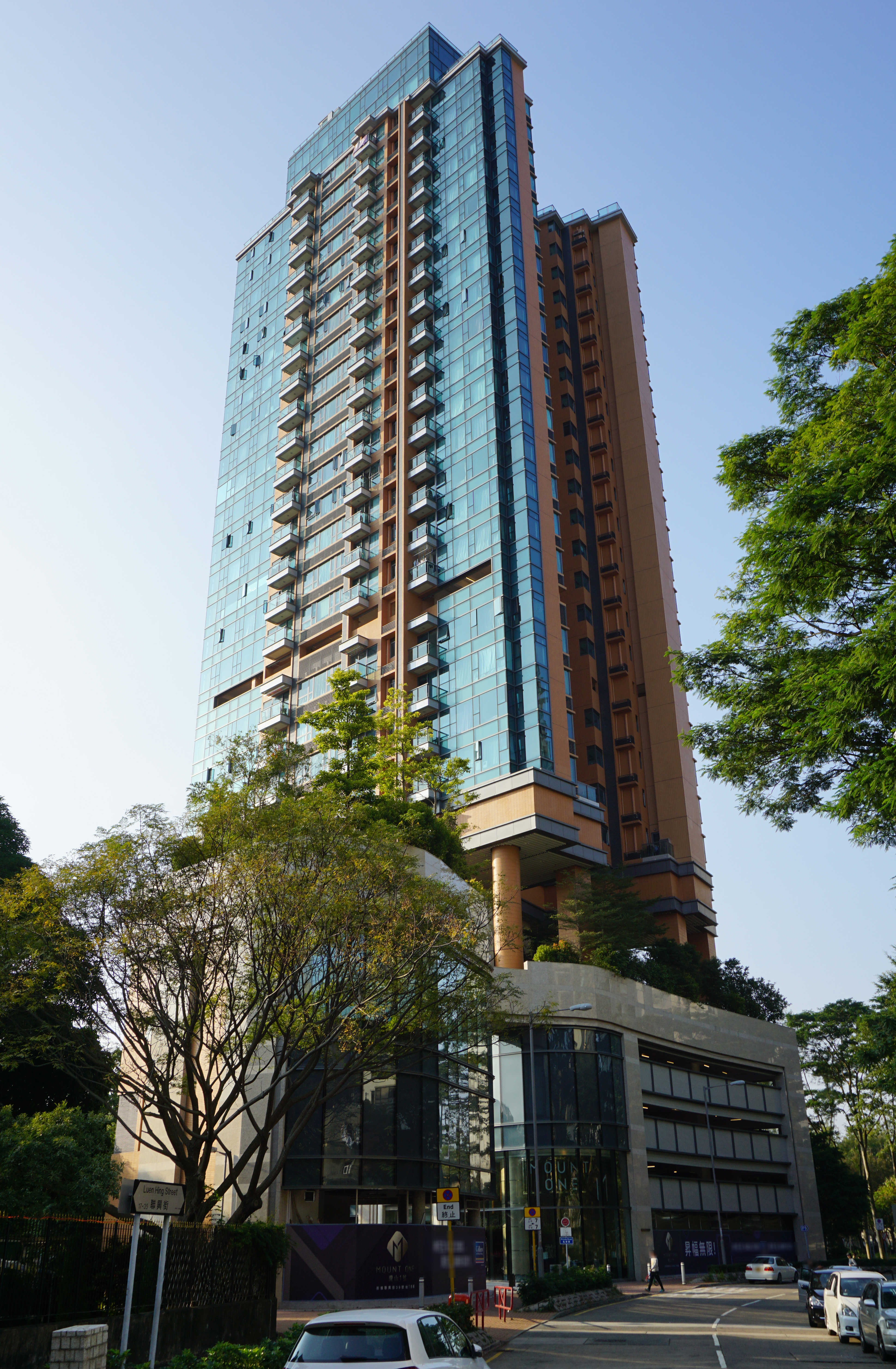
瓏山1號及基座東南面

瓏山1號（英語：Mount One），位於香港新界粉嶺聯和墟聯興街39號，是新鴻基地產發展的單幢式住宅。物業樓高29層（不設13、14及24樓），共提供144個2至4房單位，於2014年12月入伙。

## 設施
住客會所「Kea Club」設有健身室、戶外泳池、園林、燒烤庭園、蒸氣室、兒童遊樂場及閒坐區等。1至3樓為停車場，共有60個車位。地下大堂外建造一個日式庭園，並保存了一棵原生古樹，將保育及園藝糅合。

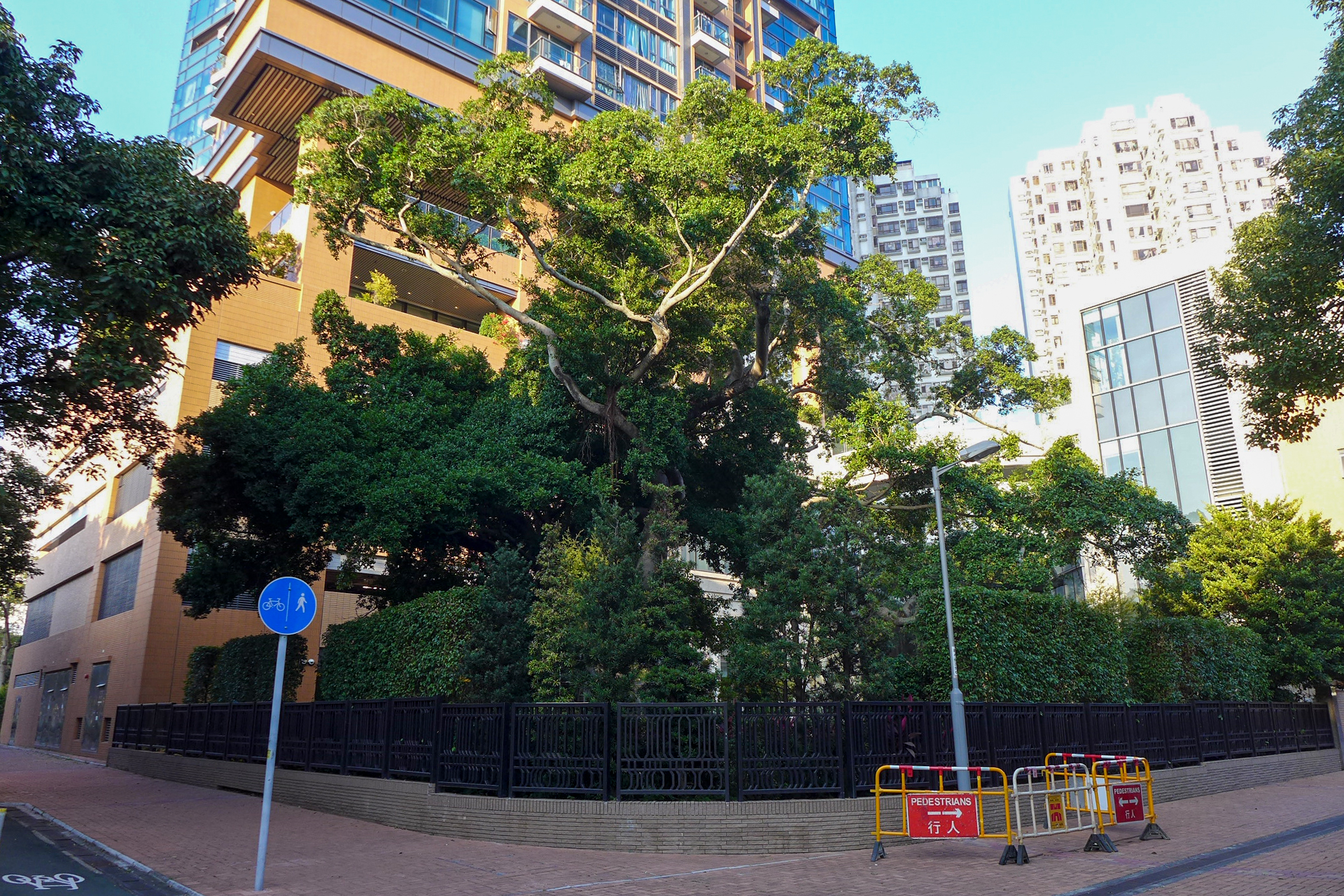
原生古樹
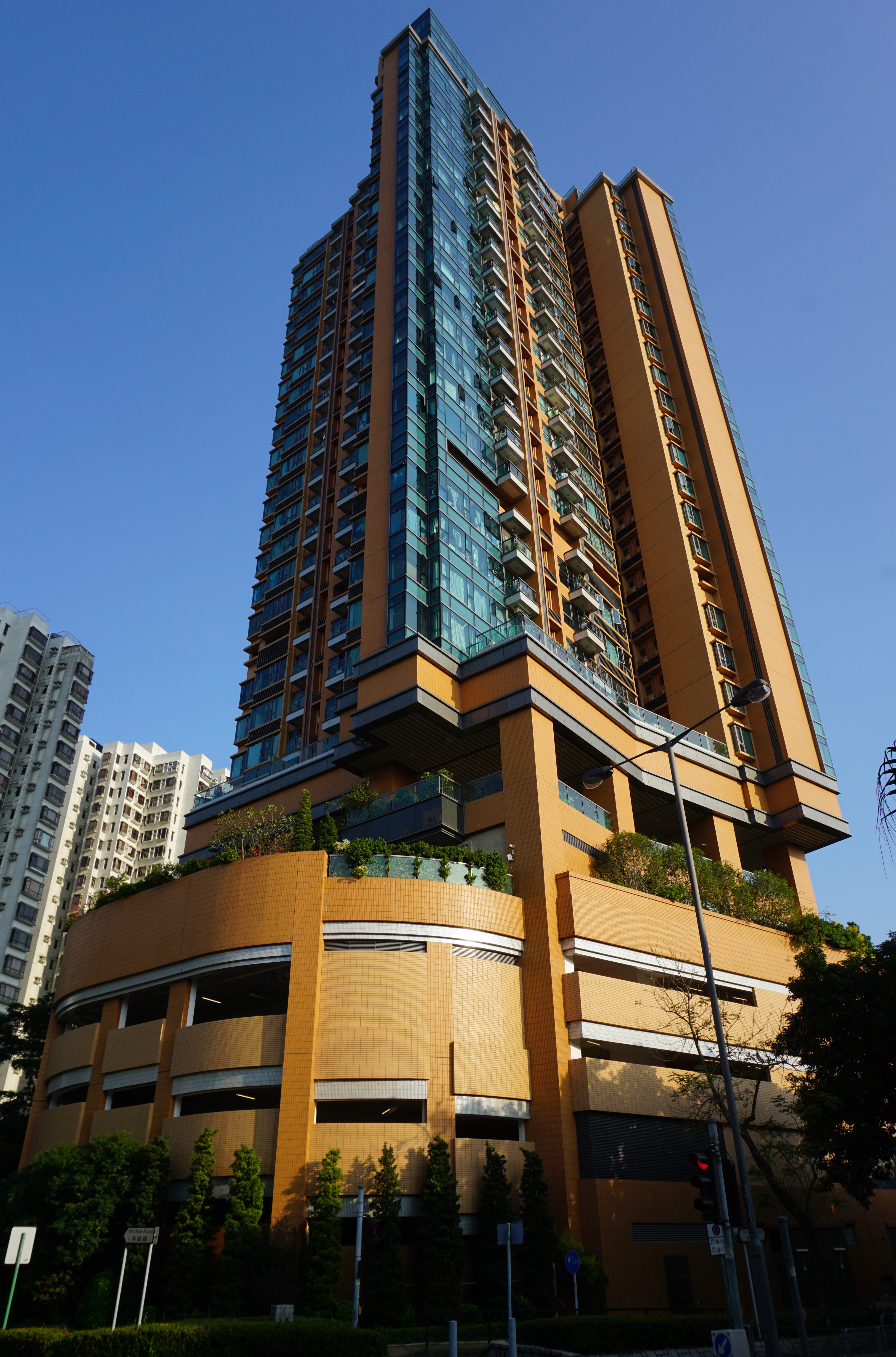
瓏山1號及基座西北面
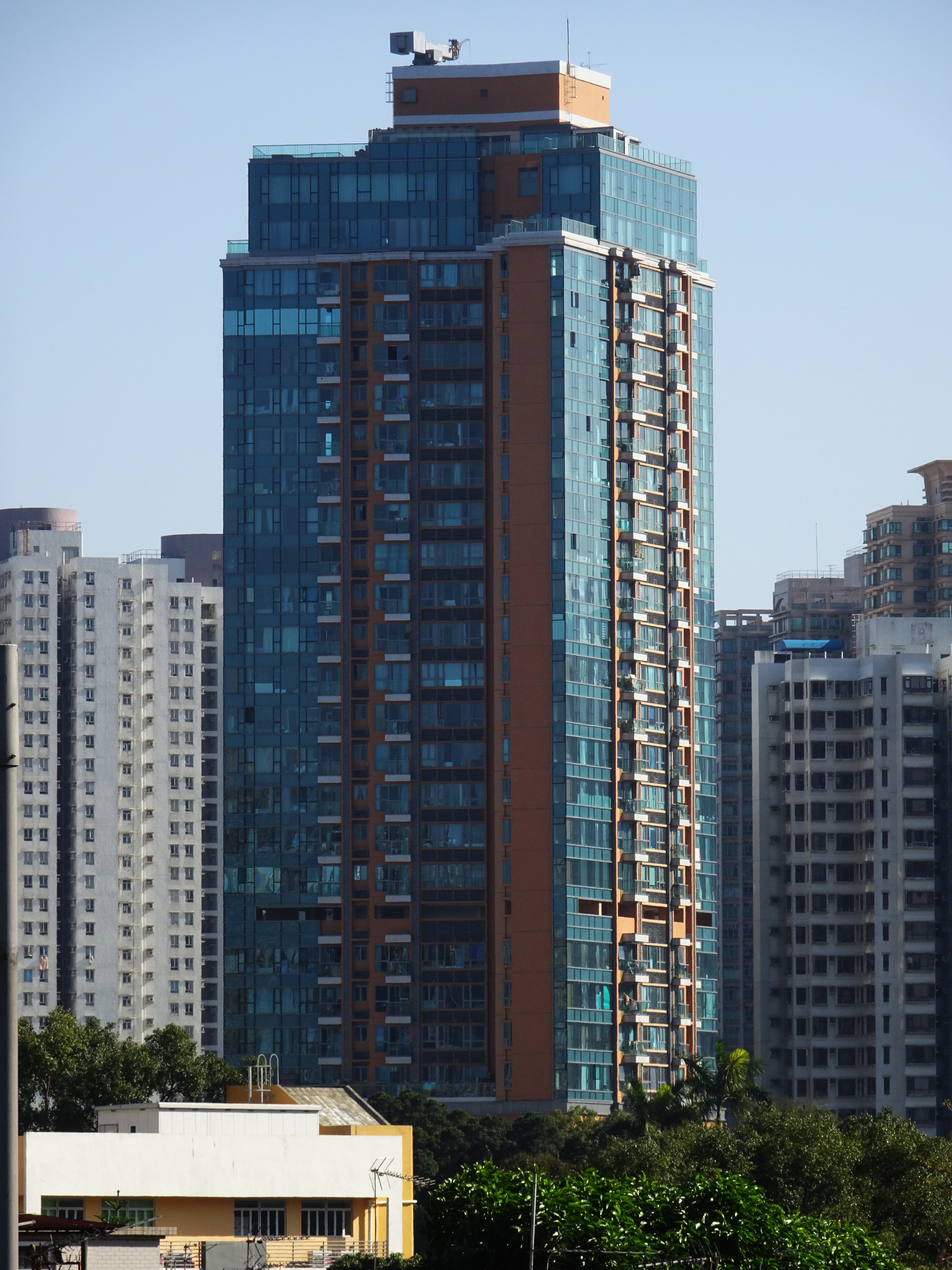
遠眺瓏山1號

## 毗鄰
- 粉嶺花園
- 聖若瑟堂
- 海聯廣場
- 芬園已婚初級警務人員宿舍
- 粉嶺戲院
- 粉嶺樓路遊樂場

## 外部練結
- 官方网站